# Послання до Филимона
Послання до Филимона — лист Апостола Павла до заможного християнина Филимона з міста Колоси, книга Нового Заповіту.

## Історія написання
Послання до Филимона написане під час перебування під першим арештом апостола Павла у Римі у 62 −65 роках. Там апостол знайомиться із рабом християнина Филимона — Онисимом, що щось украв і втік від свого пана. Апостол привітав Онисима як брата та охристив. Павло пише лист до Филимона і відправляє його з Онисимом назад до Колосів. Завдяки тому листові Филимон не тільки простив все Онисимові, але й звільнив від рабства. Повернувшись у Рим, Онисим став єпископом у Верії і помер як мученик, як і сам Филимон, його дружина Апфія і Аристарх.
Послання до Филимона — найкоротше із послань апостола Павла і нараховує всього 25 віршів та всього одну главу.
Лист згадується Отцям Церкви — Тертуліаном та Орігеном та іншими стародавніми письменниками.
Павло викладає у цьому листі євангельські засади свободи, рівності і братерства. Правда він мусив їх висловлювати дуже тактично через тогочасний устрій, за якого рабство було зрозумілим само собою.

## Зміст листа, та його розділи
- Привітання (Филим. 1:1-3)
- Похвала Филимона за його віру і любов (Филим. 1:4-7)
- Апостол має право наказати, але замість цього просить (Филим. 1:8-9)
- Клопотання за Онисима (Филим. 1:10-22)
- Вітання та благословення (Филим. 1:23-25)

## Брати і сестри
Християнство із своїми засадами спромоглося проламати старий суспільний лад і показати світові, що у Христі «немає ні невільника, ні вільного, а всі одно у Христі» (Гал. 3:28).
У своїй 2 енцикліці Spe Salvi (укр. Надією спасенні), папа Бенедикт XVI опирається на Послання до Филимона (Филим. 1:10-16): Люди, що у своєму цивільному статусі є пани і раби, проте будучи членами Церкви стають братами і сестрами. папа пише, що християнство не було соціально-революційною ідеологією, але змінювало суспільство зі середини, хоча його колишні структури залишалися колишніми.